# مارتن فايس
مارتن فايس (بالألمانية: Martin Weiß)‏ هو مجدف ألماني، ولد في 25 ديسمبر 1970 في أشافنبورغ في ألمانيا.

## وصلات خارجية
- مارتن فايس على موقع الاتحاد الدولي للتجديف (الإنجليزية)
- مارتن فايس على موقع اللجنة الأولمبية الدولية (الإنجليزية)
- مارتن فايس على موقع أوليمبيديا (الإنجليزية)